# Xyloolaena perrieri
Xyloolaena perrieri är en tvåhjärtbladig växtart som beskrevs av Gerard. Xyloolaena perrieri ingår i släktet Xyloolaena och familjen Sarcolaenaceae. Inga underarter finns listade i Catalogue of Life.